# Список сезонов «Орландо Мэджик»
Это список сезонов Орландо Мэджик, команды НБА. Орландо Мэджик американская профессиональная баскетбольная команда, которая базируется в Орландо, штат Флорида. Они играют в Юго-Восточной дивизионе, Восточной конференции, Национальной баскетбольной ассоциации (НБА). Команда создана в 1989 году. Мэджик не выигравали титул чемпиона НБА, но дважды играли в финале НБА, в 1995 и 2009 годах. Это наилучший показатель соотношения 60-22, был в сезоне 1995-96, и их худший результат был 18-64, в первом сезоне команды.

## Таблица символов
| COY  | Тренер года НБА                 |
| DPOY | Лучший оборонительный игрок НБА |
| EOY  | Менеджер года НБА               |
| ROY  | Новичок года НБА                |
| MIP  | Самый прогрессирующий игрок НБА |
| SMOY | Лучший шестой игрок НБА         |

## Сезоны
| Чемпионы НБА | Чемпионы конференции | Чемпионы дивизиона | Попадание в плей-офф |

| Сезон          | Конференция | Дивизион       | Место     | Победы | Поражения | Процент | Плей-офф | Награды                                 | Главный тренер          |
| -------------- | ----------- | -------------- | --------- | ------ | --------- | ------- | --- | --------------------------------------- | ----------------------- |
| Орландо Мэджик |             |                |           |        |           |         | |                                         |                         |
| 1989/90        | Восточная   | Центральный    | 7-е       | 18     | 64        | .220    | |                                         | Мэтт Гукас              |
| 1990/91        | Западная    | Среднезападный | 4-е       | 31     | 51        | .378    | | Скотт Скайлз (MIP)                      | Мэтт Гукас              |
| 1991/92        | Восточная   | Атлантический  | 7-е       | 21     | 61        | .256    | |                                         | Мэтт Гукас              |
| 1992/93        | Восточная   | Атлантический  | 4-е       | 41     | 41        | .500    | | Шакил О’Нил (ROY)                       | Мэтт Гукас              |
| 1993/94        | Восточная   | Атлантический  | 2-е       | 50     | 32        | .610    | Проиграли в первом рануде (Индиана) 3-0 |                                         | Брайан Хилл             |
| 1994/95        | Восточная   | Атлантический  | 1-е       | 57     | 25        | .695    | Выиграли в первом раунде (Бостон) 3-1 Выиграли в полуфинале конференции (Чикаго) 4-2 Выиграли в финале конференции (Индиана) 4-3 Проиграли в финале НБА (Хьюстон) 4-0          |                                         | Брайна Хилл             |
| 1995/96        | Восточная   | Атлантический  | 1-е       | 60     | 22        | .732    | Выиграли в первом раунде (Детройт) 3-0 Выиграли в полуфинале конференции (Атланта) 4-1 Проиграли в финале конференции (Чикаго) 4-0                                             |                                         | Брайна Хилл             |
| 1996/97        | Восточная   | Атлантический  | 3-е       | 45     | 37        | .549    | Проиграли в первом раунде (Майами) 3-2 |                                         | Брайан Хилл Ричи Эдабто |
| 1997/98        | Восточная   | Атлантический  | 5-е       | 41     | 41        | .500    | |                                         | Чак Дэйли               |
| 1998/99        | Восточная   | Атлантический  | T-1-е [a] | 33     | 17        | .660    | Проиграли в первом раунде (Филадельфия) 3-1 | Дэррел Армстронг (MIP), (SMOY)          | Чак Дэйли               |
| 1999/00        | Восточная   | Атлантический  | 4-е       | 41     | 41        | .500    | | Док Риверс (COY) Джон Габриэль (EOY)    | Док Риверс              |
| 2000/01        | Восточная   | Атлантический  | 4-е       | 43     | 39        | .524    | Проиграли в первом раунде (Милуоки) 3-1 | Трэйси Макгрэди (MIP) Майк Миллер (ROY) | Док Риверс              |
| 2001/02        | Восточная   | Атлантический  | 3-е       | 44     | 38        | .537    | Проиграли в первом раунде (Шарлотт) 3-1 |                                         | Док Риверс              |
| 2002/03        | Восточная   | Атлантический  | 4-е       | 42     | 40        | .512    | Проиграли в первом раунде (Детройт) 4-3 |                                         | Док Риверс              |
| 2003/04        | Восточная   | Атлантический  | 7-е       | 21     | 61        | .256    | |                                         | Док Риверс Джонни Дэвис |
| 2004/05        | Восточная   | Юго-Восточный  | 3-е       | 36     | 46        | .439    | |                                         | Джонни Дэвис Крис Джент |
| 2005/06        | Восточная   | Юго-Восточный  | 3-е       | 36     | 46        | .439    | |                                         | Брайан Хилл             |
| 2006/07        | Восточная   | Юго-Восточный  | 3-е       | 40     | 42        | .488    | Проиграли в первом раунде (Детройт) 4-0 |                                         | Брайна Хилл             |
| 2007/08        | Восточная   | Юго-Восточный  | 1-е       | 52     | 30        | .634    | Выиграли в первом раунде (Торонто) 4-1 Проиграли в полуфинале конференции (Детройт) 4-1                                                                                        | Хедо Туркоглу (MIP)                     | Стэн Ван Ганди          |
| 2008/09        | Восточная   | Юго-Восточный  | 1-е       | 59     | 23        | .720    | Выиграли в первом раунде (Филадельфия) 4-2 Выиграли в полуфинале конференции (Бостон) 4-3 Выиграли в финале конференции (Кливленд) 4-2 Проиграли в финале НБА (ЛА Лейкерс) 4-1 | Дуайт Ховард (DPOY)                     | Стэн Ван Ганди          |
| 2009/10        | Восточная   | Юго-Восточный  | 1-е       | 59     | 23        | .720    | Выиграли в первом раунде (Шарлотт) 4-0 Выиграли в полуфинале конференции (Атланта) 4-0 Проиграли в финале конференции (Бостон) 4-2                                             | Дуайт Ховард (DPOY)                     | Стэн Ван Ганди          |
| 2010/11        | Восточная   | Юго-Восточный  | 2-е       | 52     | 30        | .634    | Проиграли в первом раунде (Атланта) 4-2 | Дуайт Ховард (DPOY)                     | Стэн Ван Ганди          |
| 2011/12        | Восточная   | Юго-Восточный  | 3-е       | 37     | 29        | .561    | Проиграли в первом раунде (Индиана) 4-1 | Райан Андерсон (MIP)                    | Стэн Ван Ганди          |
| 2012/13        | Восточная   | Юго-Восточный  | 5         | 20     | 62        | 24,4    | |                                         | Жак Вон                 |
| 2013/14        | Восточная   | Юго-Восточный  | 5         | 23     | 59        | 28,0    | |                                         | Жак Вон                 |
| 2014/15        | Восточная   | Юго-Восточный  | 5         | 25     | 57        | 30,5    | |                                         | Жак Вон Джеймс Боррего  |
| 2015/16        | Восточная   | Юго-Восточный  | 5         | 35     | 47        | 42,7    | |                                         | Скотт Скайлз            |
| 2016/17        | Восточная   | Юго-Восточный  | 5         | 29     | 53        | 35,4    | |                                         | Фрэнк Вогель            |

a В связи с локаутом в сезоне 1998/99, игры не начинались до 5 февраля 1999 года, и все 29 команд играли укороченный сезон в 50 игр. Регулярный чемпионат «Мэджик» закончили с одинаковым результатом с «Майами Хит» в борьбе за чемпионство в Атлантическом дивизионе, но «Хит» были признаны чемпионами дивизиона

## Статистика за все время
Статистика откорректированная по состоянию на конец сезона 2011/12.
| Статистика                                      | Выигрыши | Проигрыши | %Выигрышей |
| ----------------------------------------------- | -------- | --------- | ---------- |
| Орландо Мэджик в регулярном чемпионате          | 959      | 879       | .522       |
| Орландо Мэджик в плей-офф                       | 57       | 66        | .463       |
| За все время в регулярном чемпионате и плей-офф | 1014     | 945       | .518       |